# Jan Wijenberg
Johannes Jacobus (Jan) Wijenberg (Rotterdam, 3 februari 1938) is een Nederlands oud-diplomaat en politiek activist. Wijenberg was tot eind 2009 bestuurslid van de Stichting Stop de Bezetting die zegt zich in te zetten voor een rechtvaardige en duurzame vrede in het Midden-Oosten op basis van het internationale recht en zich in dat verband tegen de Israëlische bezetting van de Palestijnse gebieden keert.
Na zijn studie theoretische economie en sociologie aan de Nederlandsche Economische Hoogeschool (nu Erasmus Universiteit),1966, was Wijenberg drie jaar wetenschappelijk onderzoeker voor UNESCO in Rio de Janeiro, Brazilië. In zijn loopbaan bij het Ministerie van Buitenlandse Zaken en Ontwikkelingssamenwerking vanaf 1970 was hij belast met achtereenvolgens bilaterale financiële hulp aan ontwikkelingslanden en vraagstukken van multilaterale ontwikkelingssamenwerking. Op verzoek van de Ministers voor Ontwikkelingssamenwerking en Financiën fungeerde hij twee jaar als plaatsvervangend bewindvoerder bij de Aziatische Ontwikkelingsbank in Manilla en aansluitend als adviseur van de bewindvoerder van de Wereldbank in Washington DC. Teruggeroepen naar Den Haag werd hij belast met de functie van Directeur Financieel-Economische Zaken (FEZ) van Buitenlamdse Zaken en Ontwikkelingssamenwerking. Hij richtte de Departementale Accountantsdienst op waarvan hij ook enige tijd directeur was. Daarna was hij ambassadeur in Jemen, Tanzania, Mauritius, Madagaskar, de Comoren en Saoedi-Arabië. Van deze laatste post werd hij in 1999 na een conflict met de tweede man op de ambassade door minister Jozias van Aartsen ontheven. Minister Van Aartsen detacheerde Wijenberg gedurende twee jaar in Willemstad, Curaçao. Hij was tot zijn pensionering in 2003 adviseur buitenlandse aangelegenheden van de Minister President van de Nederlandse Antillen met de persoonlijke titel van ambassadeur.
In juli 2007 kwam Wijenberg in het nieuws door zijn oproep aan NRC Handelsblad om columnist Afshin Ellian te ontslaan vanwege diens beschuldiging aan vredesactivisten van antisemitisme.
In augustus 2020 schreef schrijver en columnist Arnon Grunberg een brief aan Wijenberg, waarin hij hem een antisemiet noemde.